# Regimentul 8 Grăniceri (1941-1945)
Regimentul 8 Grăniceri a fost o unitate militară de nivel tactic aflată în organica Brigăzii 4 Grăniceri din Corpul Grănicerilor. Înființat în mai 1931 în București ca regiment de instrucție, a devenit în iulie 1941 regiment de pază a frontierei cu sediul mutat ulterior la Chișinău și a preluat în responsabilitatea sa zone ale acesteia din Basarabia nordică și centrală. 
Mobilizat apoi în luna ianuarie 1944 ca regiment operativ, în perioada martie – august 1944 a luptat în apărare în nordul Moldovei. Ulterior Loviturii de stat de la 23 august 1944 batalionul său de instrucție a luptat în cadrul „Detașamentului Corabia” pe linia Dunării, în timp ce grosul trupelor regimentului au intrat în organica nou formatei Divizii 103 Munte care, sub comandă sovietică a luptat să deschidă trupelor Armatei Roșii trecerea peste Carpații Orientali.
Reorganizat ca efect al deciziei Comisiei Aliate de Control la începutul anului 1945, a fost relocat cu sediul la Iași și a preluat, cu începere din anul 1948, un sector de pază aflat la noua frontieră româno-sovietică.

## Înființarea și primii ani
Înființat la 1 mai 1931 (15 iunie 1931 în alt capitol din aceeași sursă) în București, Regimentul 8 Grăniceri Instrucție a fost la 18 martie 1933 prima dintre unitățile militare a acestei arme care, a beneficiat de dotare cu artilerie. Astfel, s-au înființat 4 secții de tunuri de câmp, destinate batalioanelor de grăniceri aflate pe Nistru. Comandat la început de către colonelul Zamfir Goescu, unitatea a avut în structură înafară de specialiști în paza frontierei și organele de pază și control asupra ieșirii alcoolului și petrolului din fabricile de profil.
Aflat încă din 1931 în organica Brigăzii 4 Grăniceri, cu sediul tot în București, în intervalul decembrie 1931 – ianuarie 1932, precum și ulterior, regimentul a participat alături de Regimentul 1 Grănceri (celaltă unitate a brigăzii), atât la ceremonialul funerar al lui Ion Gheorghe Duca, cât și la aplicarea măsurilor care decurgeau din starea de asediu și din doliul național.
La 16 februarie 1933, comandamentul Brigăzii 4 Grăniceri a coordonat evacuarea greviștilor de la Atelierele CFR Grivița, acțiune la care au participat alături de 6 companii de jandarmi și 300 de gardieni publici, 6 companii de grăniceri.
Activitățile legate de starea de doliu național s-au reluat în intervalul octombrie – noiembrie 1934, drept efect al asasinării la Marsilia a lui Alexandru I al Iugoslaviei.

## Al Doilea Război Mondial
Compunerea unui regiment de grăniceri era diferită în 1941 față de aceea a unui regiment de infanterie. Astfel, în structura sa intrau o companie de comandă, una de pionieri, una de aruncătoare de mine calibrul 120 mm, o companie de vânători care de luptă, un pluton călare și trei batalioane, din care două pentru campanie și unul pentru instrucție.
La rândul său, fiecare batalion avea două companii de pușcași și o companie de armament greu.

### Campania din Est
Ca urmare a eliberării Basarabiei și Bucovinei în 1941, s-a înființat la 17 iulie același an, la Bacău, comanda Regimentului 8 Grăniceri Pază, aceasta fiind dislocată ulterior, la Chișinău. La 15 septembrie 1941 unitatea a intrat, împreună cu Regimentul 5 Grăniceri Pază, în noul format Sector 4 Grăniceri Pază cu sediul la Brăila. Formată din 2 batalioane de pază (unul la Chișinău și unul la Florești) și un batalion de instrucție, unitatea a mai primit în subordine la 13 septembrie 1941, ca urmare a desființării cordonului de pază de pe Prut un al patrulea batalion, cu sediul la Orhei.
În contextul înaintării trupelor sovietice spre vest, la 7 ianuarie 1944 regimentul, împreună cu celelalte unități din compunerea Brigăzilor 3 și 4 Grăniceri au primit ordinul de mobilizare, iar la 11 ianuarie același an pe cel de pregătire a părților sedentare și a garnizoanelor de evacuare spre interiorul României, precum și a măsurilor de siguranță care se impuneau, cu acest scop. Ordinul de evacuare pentru primele eșaloan a venit pentru Regimentele 3 și 8 Grăniceri la 16 martie 1944, urmând să rămână în zonă și în dispozitivele de pază numai forțele luptătoare. Permanența regimentului a fost astfel evacuată la Corabia, unde batalionul a fost luat în subordine de Centrul de Instrucție al Grănicerilor din localitate, comandat de locotenent-colonelul Petre Petrovici. Pe măsură ce trupele sovietice urmau să avanseze, forțele rămase pe loc ale unității urmau să fie inițial destinate să colaboreze cu cele ale Regimentului 3 Grăniceri, la defensiva de pe Prut.

Forțarea Nistrului în cadrul Ofensivei Uman–Botoșani.

În fapt, unitatea a primit ordin de la Brigada 4 Grăniceri Brăila să se regrupeze la Huși, după ce batalioanele sale urmau să iasă din subordinea unităților de cavalerie și infanterie destinate să preia lupta cu trupele sovietice, în momentul în care acestea urmau să încerce să foțeze Nistrul. Cu toate acestea, la data de 8 martie 1944 când inamicul a forțat Nistrul în zona Iampol – Soroca, a subordonat unul din batalioanele sale de pază  Diviziei 5 Cavalerie, luptând în apărare în cadrul acesteia cu sovieticii, până la nord de Iași. De aici, după o scurtă perioadă acesta a trecut în rezerva Corpului VII Armată aflată în zona Neamțului.
Celelate două batalioane de pază au participat la un contraatac executat în vederea  apărării rupte de către sovietici la Mădârjac–Podu Iloaei. Ulterior acestea s-au deplasat spre Târgu Neamț, unde unitatea s-a întregit cu celălalt batalion. Aici, Regimentul 8 Grăniceri a trecut la apărare pe Culmea Pleșului, fiind subordonat inițial Corpului LXXVIII Armată german⁠(en)[traduceți] Aici, în nordul Moldovei, Regimentul 8 Grăniceri a luat în subordine și Batalionul 2 Grăniceri Pază Piatra Neamț al Regimentului 6 Grăniceri.
La sfârșitul lunii iulie 1944, două din batalioane se aflau la Lunca și unul la Crăcăoani. La 1 august 1944, se afla la comanda regimentului colonelul Dumitru Șunda, ajutor fiindu-i locotenent-colonelul (colonel după o altă sursă) Dumitru Iliescu. La 19 august Batalionul 2 Grăniceri Pază a fost dislocat la Târpești, iar la 21 august compania regimentară de pionieri a fost adusă la Nemțișor.

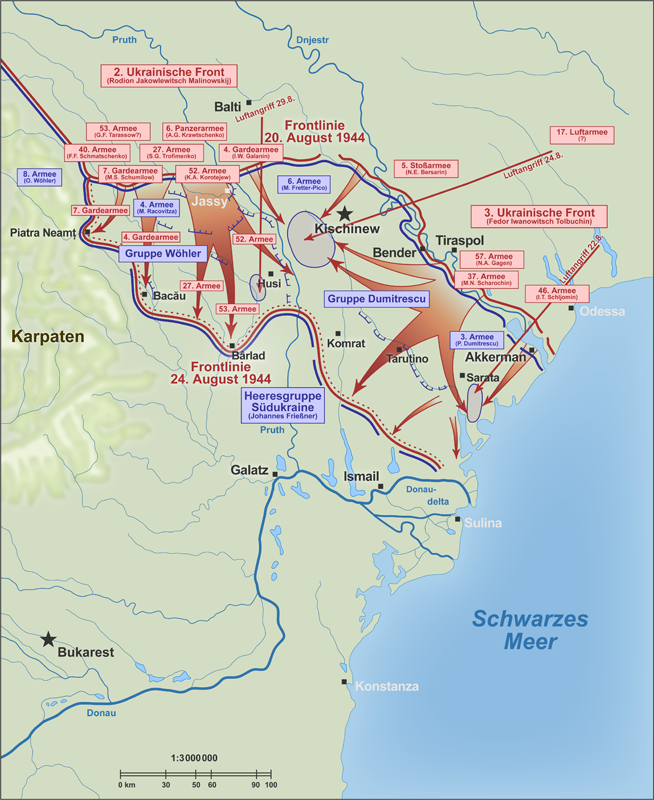
A Doua Ofensivă Iași-Chișinău.

La 23 august 1944 trupele regimentului se aflau la Nemțișor, în flancul drept al Regimentului 17 Infanterie. Un atac al rușilor, precedat de un bombardament de artilerie început la ora 13:30, a fost dat la ora 16:30 cu două batalioane și a țintit legătura dintre cele două regimente, reușind să dea peste cap flancul drept al Regimentului 17 Infanterie, care, s-a retras în panică. De abia la ora 19 cele două regimente au contraatacat de front și în flanc și au reușit respingerea inamicului, restabilind linia de front.

### Campania din Vest
După Lovitura de stat de la 23 august 1944, batalionul regimentar de instrucție aflat în subordinea  Centrului de Instrucție al Grănicerilor de la Corabia s-a constituit împreună cu efectivul centrului, cu batalionul de instrucție al Regimentului 5 Grăniceri evacuat la Turnu Măgurele și cu navele grănicerești evacuate aici în „Detașamentul Corabia”, care, începând cu 24 august au interzis navigația navelor ungare și germane în amontele Dunării, a împiedicat încercări de trecere ale noilor inamici în România pe această direcție și a dezarmat coloane care, au încercat să treacă Dunărea spre Bulgaria prin porturile respective, venind dinspre București, Slatina și Craiova
Drept urmare a ofensivei sovietice începută la 20 august 1944, sub comanda lui Dumitru Iliescu regimentul s-a retras de pe poziția deținută în sectorul Culmii Pleșului împreună cu Corpul VII Armată pe direcția Piatra Neamț–Roznov și în continuare spre sud. S-a retras spre Piatra-Neamț prin Pipirig, reușind să evite întâlnirea atât cu trupele trupele sovietice cât și cu cele germane până în zona Comănești–Moinești–Asău, unde a fost depășit de unitățile Armatei 7 de Gardă sovietice⁠(en)[traduceți].
Ulterior, regimentul a intrat în compunerea nou formatei Divizii 103 Munte care, urma să lupte alături de ruși împotriva trupelor germano-maghiare, pentru eliberarea Ardealului de Nord. În luptele care au urmat pentru deshiderea văii Trotușului, regimentul s-a remarcat în Masivul Berzunți, luptând apoi în subordinea trupelor sovietice până în Depresiunea Ciucului și mai apoi de-a lungul comunicaților către Ditrău și către aliniamentul nord-vest Sovata-Eremitu, până la sud de Reghin.
Acțiunile de luptă în subordinea trupelor sovietice au dus la pierderea de către unitate a 357 de militari (din care 6 ofițeri, 9 subofițeri și 342 trupă) și s-au încheiat la 28 septembrie 1944, când regimentul, împreună cu Batalionul 2 Grăniceri Pază din Regimentul 6 Grăniceri s-au regrupat la Remetea. De aici unitatea s-a deplasat la Brașov și apoi la Bacău, unde a revenit în subordinea Corpului Grănicerilor.

## Reorganizarea postbelică
În anul 1945, Ordinul nr. 23 410 din 31 martie, al Ministerului de Război și hotărârea Comisiei Aliate de Control, au stabilit o nouă structură a grănicerilor în România, structură în care a fost inclus și Regimentul 8 Grăniceri, prin reorganizarea acestuia. În opinia lucrării Istoria grănicerilor și a începutuluiu Poliției de Frontieră din 2004 însă, unitatea a fost însă mai întâi desființată alături de Regimentele 3 și 6 Grăniceri. Acestora li s-a alăturat și Regimentul 5 Grăniceri (toate cele patru regimente asiguraseră paza frontierei româno-sovietice pe Nistru în perioada 1932-1940 și se opuseseră apoi anexării Basarabiei și nord-vestului Bucovinei de către statul sovietic). Lucrarea Istoria grănicerilor și a începutuluui Poliției de Frontieră din 2004 afirmă că Regimentul 8 Grăniceri a fost de fapt reînființat, ulterior, la Iași în 1945, cu alte efective decât cele care luptaseră în 1944.
În mod practic, drept urmare a desființării Regimentului 3 Grăniceri la sfârșitul anului 1944, Regimentul 8 Grăniceri a preluat de la acesta în cea mai mare parte efectivele sale active, precum și întreaga sa infrastructură (armamentul și echipamentul acestuia, fosta sa zonă de responsabilitate și celelalte structuri ale sale rămase în organica Corpului Grănicerilor). Structura de comandă a unității reorganizate a fost fixată la Iași. Constituirea noului regiment s-a încheiat în linii generale la 15 ianuarie 1945, procesul complet finalizându-se la 1 februarie 1945, când, prin Ordinul de Zi nr. 176 din 31 ianuarie 1945 s-a stabilit organizarea unității, dislocarea subunităților și a fost fixată încadrarea oamenilor pe funcții. Reorganizarea unității s-a încheiat în perioada 13-18 aprilie 1945, Ordinul nr. 2719 din 20 aprilie 1945 fixând ulterior noua ordine de bătaie a regimentului.
De abia în 1948, Regimentului 8 Grăniceri i s-a permisă să se instaleze în dispozitivul său de pază de la noua frontieră cu Uniunea Sovietică.